# Oolde (havezate)
Oolde is een rijksbeschermde historische buitenplaats in de gelijknamige buurtschap Oolde bij Laren, gemeente Lochem, in de Nederlandse provincie Gelderland. Oolde is erkend als havezate.

## Geschiedenis
Het eerste huis werd rond 1545 gebouwd door Derck van Oolde. Omdat er reeds een middeleeuws huis Oolde bestond, kreeg zijn nieuwe kasteel aanvankelijk de naam Nijenhuis. In 1653 werd Goossens van Keppel met Nijenhuis beleend en hij liet het in 1663 herbouwen.
In 1745 erfde Bastiaan van Keppel het Nijenhuis, dat inmiddels Oolde was gaan heten. Het middeleeuwse Oolde werd voortaan aangeduid als Oud Oolde. Beide huizen waren een havezate.
In 1771 gaf Bastiaan het huis Oolde cadeau aan zijn neef Derk Jan van Keppel, die gehuwd was met de vermogende Charlotte Clara Elisabeth van Heeckeren van Overlaer. Zij lieten het huis Oolde moderniseren.
In 1820 kwam Oolde in bezit van de familie Van Heeckeren nadat jhr. Derk Jan Carel Sebastiaan van Keppel tot Old-oolde in 1819 was overleden. In 1839 erfde mr. Adolf Frederik Lodewijk graaf van Rechteren Limpurg, heer van Almelo, Rechteren, enz. (1793-1851), het huis. Hij kocht tien jaar later tevens Oud Oolde aan en verenigde zo beide goederen.
Zijn dochter Marie Catharine Frederique gravin van Rechteren Limpurg (1825-1906) erfde in 1851 de bezittingen van haar vader. Samen met haar echtgenoot Willem Lodewijk Worbert graaf van Wassenaer Starrenburg (1813-1857) gaf zij Hendrik Copijn opdracht het landschapspark te ontwerpen.
In 1900 werd een groot deel van de bezittingen, waaronder Oud Oolde, geveild. Zes jaar later overleed Marie. Haar dochter Auguste van Welderen barones Rengers-gravin van Wassenaer Starrenburg (1854-1919) werd na haar overlijden vrouwe van Oolde.
In 1958 kocht Cornelia Charlotte Bieruma Oosting (1899-1996) het huis Oolde aan. Via haar dochter jonkvrouwe Charlotte Cornelia Loudon-van Sminia (1923-2014) kwam het aan het echtpaar Croll-van Verschuer, de laatste een kleindochter van Oosting.

## Beschrijving
Het hoofdgebouw is voorzien van de jaartalankers 1663. De ingangspartij van Bentheimer zandsteen is rond 1771 toegevoegd. Het gebouw kent een souterrain en twee bouwlagen, en wordt afgedekt met een schilddak. Aan de voorgevel zijn de wapens van de geslachten Van Keppel en Heeckeren bevestigd. Voor de linker zijgevel is een bordesterras gebouwd met een ingemetselde wapensteen voorzien van de wapens van de geslachten Van Keppel, Van Ittersum, Van Coeverden en Sloet.
Het landgoed is opengesteld voor het publiek, het huis en haar directe omgeving niet.
Ampsen · Barlham · Beurse · Boedelhof · Brandsenburg · Cloese · Den Dam · Diepenbroek · Dorth · De Ehze · Enghuizen · Hackfort · Hagen · Holthuis · Kell · Kemnade · Keppel · Langen · Leemkuil · Lichtenberg · Marhulsen · De Marsch · 't Medler · Nettelhorst · Oolde · Oud Oolde · Overlaer · Roderlo · Rijsselt · 't Suideras · Ulenpas · 't Velde · Verwolde · De Voorst · Vorden · Walfort
Aalst · Aardenburg · Acquoy · Aerdt · Agistaldaburg · Ahof · Aldenhaag · Aller · Ambe · Ammersoyen · Ampsen · Andelst · Angeroyen · Appelburg · Appelse walburg · Appeltern · Arler · Baak · Babberich · Baer · Baerle · Bakerbosch · Balgoij · Barlham · Batenburg · Beek · Beerenclaauw · Bemmel · Bevervoorde · Bergh · Biljoen · Bingerden · Blankenborg (Laren) · Blankenborg · Blauwe Huis · Blokhuis (Ravenswaaij) · Boelenham · Boetselaersborg · Borculo · Boswaai · Brakel · Den Brakel · Den Bramel · Bredevoort · Broekhuizen · Bronkhorst · Bruchem · Bruinhorst · Brunsberg · Bulkestein · Bunswaard · Burcht van Tiel · Buren · De Buurse · Byland · Byvanck · Caetshage · Camphuysen · De Cannenburch · de Cloese · Coldenhove · Culemborg · Dedinckweerd · Delwijnen · Didam · Diepenbroek · Hof te Dieren · Huis Dijck · Dikke Tinne · Doddendaal · Dodewaard · Doornenburg · Doornik · Doorwerth · Dooyenburg · Dorth · Doseburg · Drakenburg · Dreumel · Druten · Duivelshuis · Eerbeek · De Ehze · Elburg · Eldrik · Emmerik · Engelenburg · Groot Engelenburg · Engelrode · Enghuizen · Enspijk · De Essenburgh · Essenpas · Est · Fokkinck · Gameren · Geerestein · Geldermalsen · De Gelderse Toren · Geldersweerd · Gellicum · Gendt · Gennepestein · Glindhorst · Goudenstein · ‘s-Grevenhoef · Groot Hell · Groenlo · Groesbeek · Huis te Groesbeek · Grunsfoort · Gulden Spijker · Hackfort · Hackforts Veenhuis · Hagen · Hagevoort · Hamerden · Hanepol · Harreveld · Harslo · Hassink · Het Haveke · Hedel · Heeckeren · De Heegh · Hees · De Heest · Hellouw · Hemmen · Hernen · Motte van Hernen · Heumen · Heusden · Hoekelum · Hoekenburg · De Hoeve · De Hof · Hof d'Ooy · Hof van Arkel · Huis het Holt · Holthuis · Het Holtslag · Ter Horst · Houberg · St. Hubertus · Huissen · Hulhuizen · Hulkestein · Hulsen · Hunneschans bij De Duno · Hunneschans bij Uddel · Jonker Bloo · 't Joppe · De Kamp · Karssenberg · Kemnade · Keppel · Kermestein · Kernhem · Kervel · Kiefskamp · De Kinkelenburg · Klein Enghuizen · Kleverburg · Kortenhoeve · Laag Helbergen · Lakenburg · Landfort · Langen · Latenstein · De Lathmer · Lathum · Ter Lede · Leegpoel · Leemcuyl · Leeuwen · Leeuwenbergh · Lensenburg · Lent · Leur · Leuvenum · Leyenburg · Lichtenvoorde · Lievenstein · Loenen · Loevestein · Loil · Loowaard · Luynhorst · Hof te Maasbommel · Magerhorst · Malburgen · Malderburcht · Malsen · Manhorst · Marhulsen · De Marsch · Marveld · Mathena · Maurik · Medel · Medestein · 't Medler · Meinerswijk · De Mellard · Mensink · Mergelp · Meteren · 't Meyerink · Middachten · Millingen · Mussenberg · Nagelhorst · Nederhagen · Nederhemert · Neerijnen · Huis Neerijnen · De Nesch · Nettelhorst · Nieuwe Blokhuis ·  Nijburg · Nijenbeek · Old Putten · Notenstein · Nye Huis · Olde Spijker · Oldenaller · Oldenhof (Driel) · Oldenhof (Heteren) · De Ooij · Oolde · Oud Oolde · Oosterhout · Ophemert · Opijnen · Oud Ampsen · Oude Blokhuis · Het Oude Loo · Oude Voorst · Oudenborch · Oud-Wisch · Huis te Overasselt · Overeng · Overhagen · Overlaar · 't Oye · Palmestein · De Parck · Persingen · Plekenpol · Ploen · Pluimenburg · Poederoijen · Poelwijck · Poelwijk · De Pol (Dreumel) · Huis de Poll (Huis te Gietelo) · De Poll (Huissen) · Pollenbering · Pollenstein · Puttenstein · Het Raasink · Ravenhorst · De Rees · Ressen · Reuversweerd · Reygersfoort · Rhijnestein · Huis Rijswijk · Rode Toren · Roode Wald · Rosande · Rosendael · Rossum · Rumpt · Ruurlo · Rijsselt · Schadewijk · Schaffelaar · Scherpenzeel · Schoonbroek · Schoonderbeek · Schoonenburg · Schuilenburg · Schuilkerke · Hof te Seelbeek · Sevenaer I · Sevenaer II · Sinderen (Oude IJsselstreek) · Sinderen (Voorst) · Slangenburg · Sleeburg · Slimsijp · De Snor · Soelen · Spaansweerd · Spaldorp · Spijk · Staverden · Sterkenburg · Swanepol · Tarthorst · Teisterbant (Kerk-Avezaath) · Teisterbant (Kerkdriel) · Ter Dicke · Tolhuis · Tolhuis (Tiel) · Tollenburg · Tongerlo · Toren van Wely · Tuil · Ubbergen · Uilenburg (Ewijk) · Uilenburg (Heteren) · Ulenpas · Ulft · Upladen · Valburg · Valkhofburcht · Valkhofpalts · Vanenburg · Varik · Hof te Varsseveld · 't Velde · Velhorst · Verwolde · Vierakker · De Voorst · Voorstonden · Vorden · Vosbergen · Vredenburg · Vredestein (Driel) · Vredestein (Ravenswaaij) · Vuren · Waardenburg · Waddestein · Wadenoijen · Waede · Wageningen · Walfort · 't Waliën · De Wardt · Watergoor · Watermeerwijk · Wayenstein (Huis te Herwijnen) · Well (Huis van Malsen) · Weijenrade · Westenburg · Westerholt · Weurt · De Wiersse · Wijenburg (Echteld) · De Wildenborch · De Wildt · Wilp · Wilperhorst · Winssen · Wisch · Wychen · Wolfswaard · Woolbeek · Yrst · IJzendoorn · Zeeland · Zilveren Spijker · Zuilichem · Zwaluwenburg · Zwanenburg (Heerde) · Zwanenburg (Megchelen)